# Letendraeopsis palmarum
Letendraeopsis palmarum är en svampart som beskrevs av K.F. Rodrigues & Samuels 1994. Letendraeopsis palmarum ingår i släktet Letendraeopsis och familjen Tubeufiaceae.   Inga underarter finns listade i Catalogue of Life.